# Chiclana de la Frontera

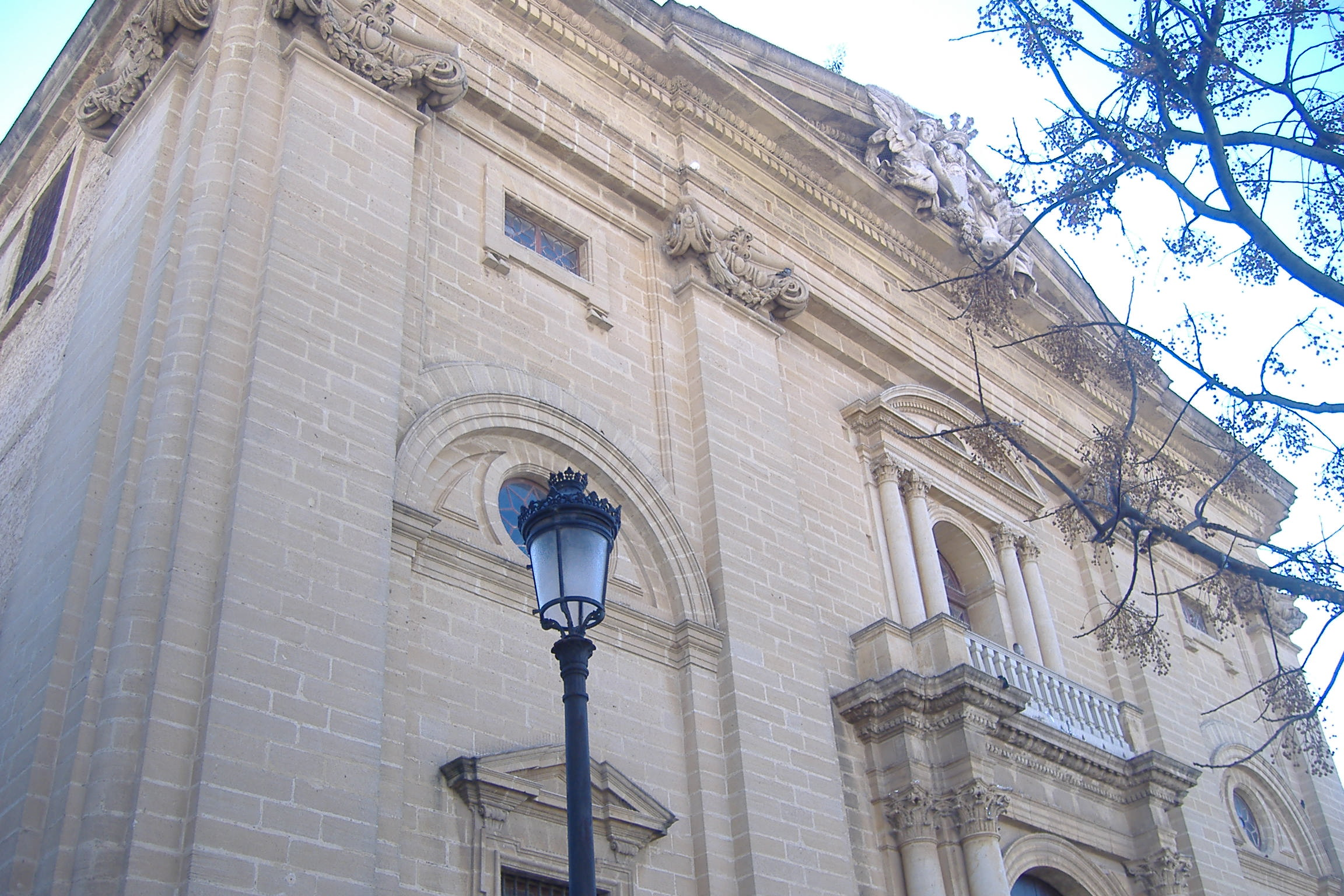
Iglesia Mayor de San Juan Bautista

Chiclana de la Frontera è un comune spagnolo di 78.261 (2007) abitanti situato nella comunità autonoma dell'Andalusia. 
Fa parte della comarca Bahía de Cádiz e insieme a queste forma la terza area metropolitana più grande in Andalusia. L'economia locale è basata fondamentalmente sull'industria moderna, specialmente la lavorazione del sale e il turismo. Il Comune è conosciuto per le sue grandi spiagge, tra le più famose troviamo la Playa de la Barrosa. Sono presenti inoltre molti hotel e campi da golf.

## Architettura

### Torri
Sono tre le torri importanti in questa zona, La Torre del Puerco (36.331186°N 6.161276°W) datata attorno al XVI secolo e utilizzata per scopi difensivi dopo la battaglia di Barrosa nel 1811. La Torre Bermeja (36.374989°N 6.191318°W) è una torre difensiva situata sulla Playa de la Barrosa. La Torre del Reloj (36.418191°N 6.146216°W) è la torre dell'orologio, conosciuta popolarmente come Orologio Arquillo. Si tratta di uno degli edifici più emblematici di Chiclana, situata proprio nella Plaza Mayor.

### Edifici civili
Nel centro storico è possibile visitare differenti esempi di architettura neoclassica e case Elisabettiane che sono appartenute alla nobiltà della provincia di Cadice. La Plaza Mayor è lo spazio pubblico più antico e interessante a livello storico. È stato il centro del villaggio tra il XV e XVIII secolo. Proprio nel corso di questo secolo sono stati costruiti molti edifici che perdurano fino ai tempi moderni.
- La Casa Briones, situata nella Plaza Mayor è uno degli edifici più interessanti costruiti nel XVIII secolo, costruito dall'architetto neoclassico Torcuato Cayon.
- La Casa Consistorial, fu costruita originariamente come residenza palatina di Alejandro Risso nel XVIII secolo.

### Castelli e palazzi
- Castillo de Sancti Petri è stato costruito in stile Moro durante il XIII secolo. In questo momento è più una rovina che un castello.
- La Casa-palacio del Conde de Torres è situata nella Plaza del Retortillo ed è stata intitolata a José de Retortillo.
- La Casa-palacio del Conde del Pinar è situata nella Calle Fierro ed è intitolata al nome del Conde del Pinar.
- La Casa-palacio del Conde de las Cinco Torres è situato nel centro della città nella Calle García Gutiérrez e dal XIX secolo domina il vicinato di San Alejandro.

## Amministrazione

### Gemellaggi
- Béziers